# Беллуджи, Мауро
Ма́уро Беллу́джи (итал. Mauro Bellugi; 7 февраля 1950, Буонконвенто, Тоскана — 20 февраля 2021, Милан) — итальянский футболист, защитник. Выступал за национальную сборную.

## Карьера

### В клубах
Выступать начал в «Интернационале». С 1967 по 1969 год играл за молодёжную команду, а затем до 1974-го за основную. В составе «нерадзурри» выиграл серию A в сезоне 1970/71, а также дошёл до финала Кубка европейских чемпионов 1971/72, где «Интер» уступил «Аяксу». С 1974 по 1979 год играл в «Болонье», а позже провёл по одному сезону в «Наполи» и «Пистойезе».

### В сборной
В сборной Италии дебютировал 7 октября 1972 года в отборочном матче на чемпионат мира против команды Люксембурга.
Всего за Италию сыграл 32 матча, в том числе 5 на чемпионате мира.

## Смерть
Умер из-за осложнений от COVID-19, через тринадцать дней после своего 71 дня рождения.

## Достижения
«Интернационале»
- Чемпион Италии: 1970/71

«Болонья»
- Обладатель Кубка Италии: 1973/74